# Mikulovská vrchovina
Die Mikulovská vrchovina (deutsch: Nikolsburger Bergland oder Nikolsburger Klippen) ist ein Höhenzug in Südmähren, Tschechien. Er gehört zu den Südmährischen Karpaten.

## Geographie

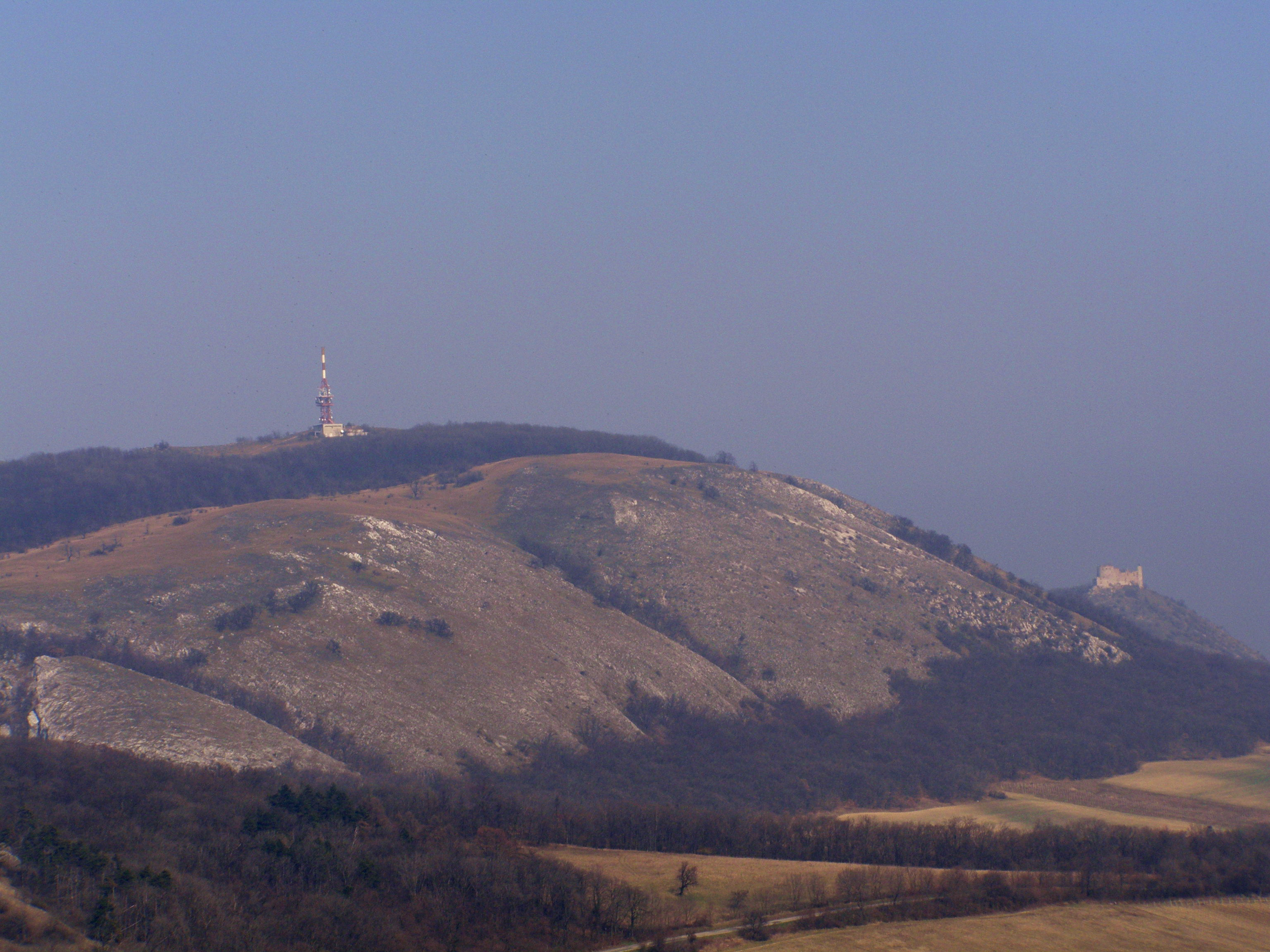
Der Děvín, die höchste Erhebung der Mikulovská vrchovina

Die Mikulovská vrchovina erhebt sich rechtsseitig der Thaya zwischen Nový Přerov, den Stauseen von Nové Mlýny, Bulhary, Mikulov und der Grenze zu Österreich. Sie hat eine Ausdehnung von 81 km² und eine mittlere Höhe von 263,4 m n.m. Der höchste Gipfel ist der Děvín (549 m), weitere Erhebungen sind Oborá (481 m), Stolová hora (458 m), Pálava (461 m), Stará hora (352 m), Turold (385 m), Svatý kopeček (363 m n.m.) und Kozí vrch (288 m n.m.).
Gegen Norden bildet das Tal der Thaya die natürliche Grenze zum Dolnomoravský úval (Südliches Marchbecken). Nach Osten hin fällt das Bergland zwischen der Thaya und dem Včelínek/Niklasgraben ebenfalls zum Dolnomoravský úval ab. Südlich schließt sich das Poysdorfer Hügelland an. Nach Südwesten setzt sich der Höhenzug in Österreich in der Waschbergzone fort. Westlich schließen sich – getrennt durch das Tal des Dunajovický potok (Retzbach) – die Dunajovické vrchy (Tannowitzer Berge) bis zur Thaya an, die schon zum Raum Dyjskosvratecký úval (Thaya-Schwarza-Talsenke) gehören.
Geomorphologische Untereinheiten bilden die Pavlovské vrchy (Pollauer Berge) und das Milovická pahorkatina (Milowitzer Hügelland).
Die Mikulovská vrchovina besteht aus weichen Flyschschichten mit Jurakalkklippen.
Das Gebirge ist teilweise (vor allem in der Milovická pahorkatina) bewaldet, großteils aber von landwirtschaftlichen genutzten Flächen, darunter Weingärten, bedeckt. Der größte Teil der Mikulovská vrchovina gehört seit 1976 zum 83 km² großen Landschaftsschutzgebiet Pálava und seit 1986 zum Biosphärenreservat Dolní Morava (bis 2003 Biosphärenreservat Pálava).